# Komnen Arianiti
Komnen Arianiti, född 1392, död 1407, var en albansk adelsman, som härskade över Durrës.